# Gouvernorat du Caire

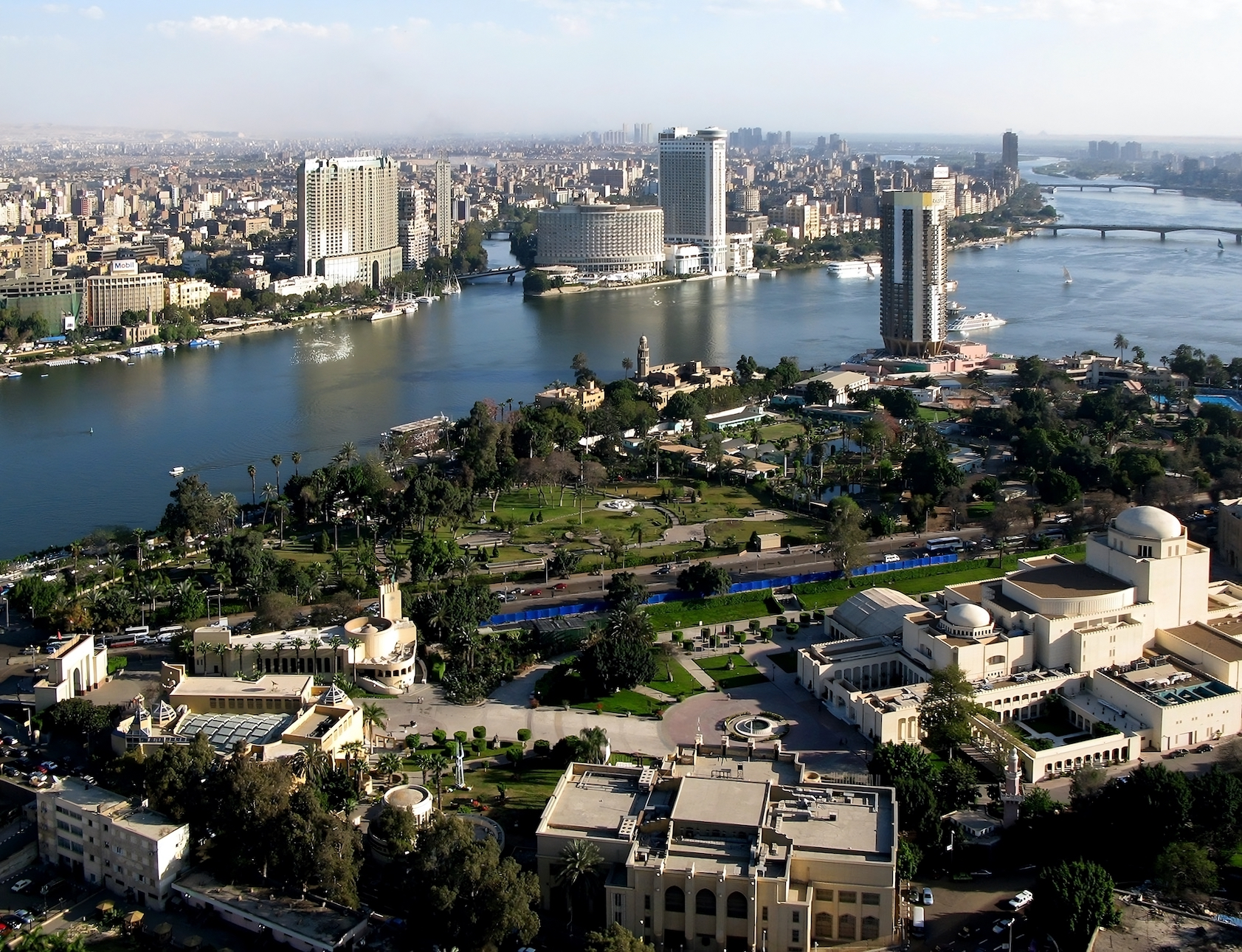
Caire

Le gouvernorat du Caire (arabe : القاهرة) est un des gouvernorats d'Égypte. Sa capitale est la capitale nationale du Caire.

## Histoire
En avril 2008 une partie importante de son territoire en est séparée par décret présidentiel pour former le gouvernorat distinct de Helwan. Ce dernier est dissous le 14 avril 2011 par le Premier ministre par intérim Essam Charaf pour faire à nouveau part du gouvernorat du Caire, ramenant ainsi la situation telle qu'elle l'était jusqu'en avril 2008,.